# Céline Bonnier

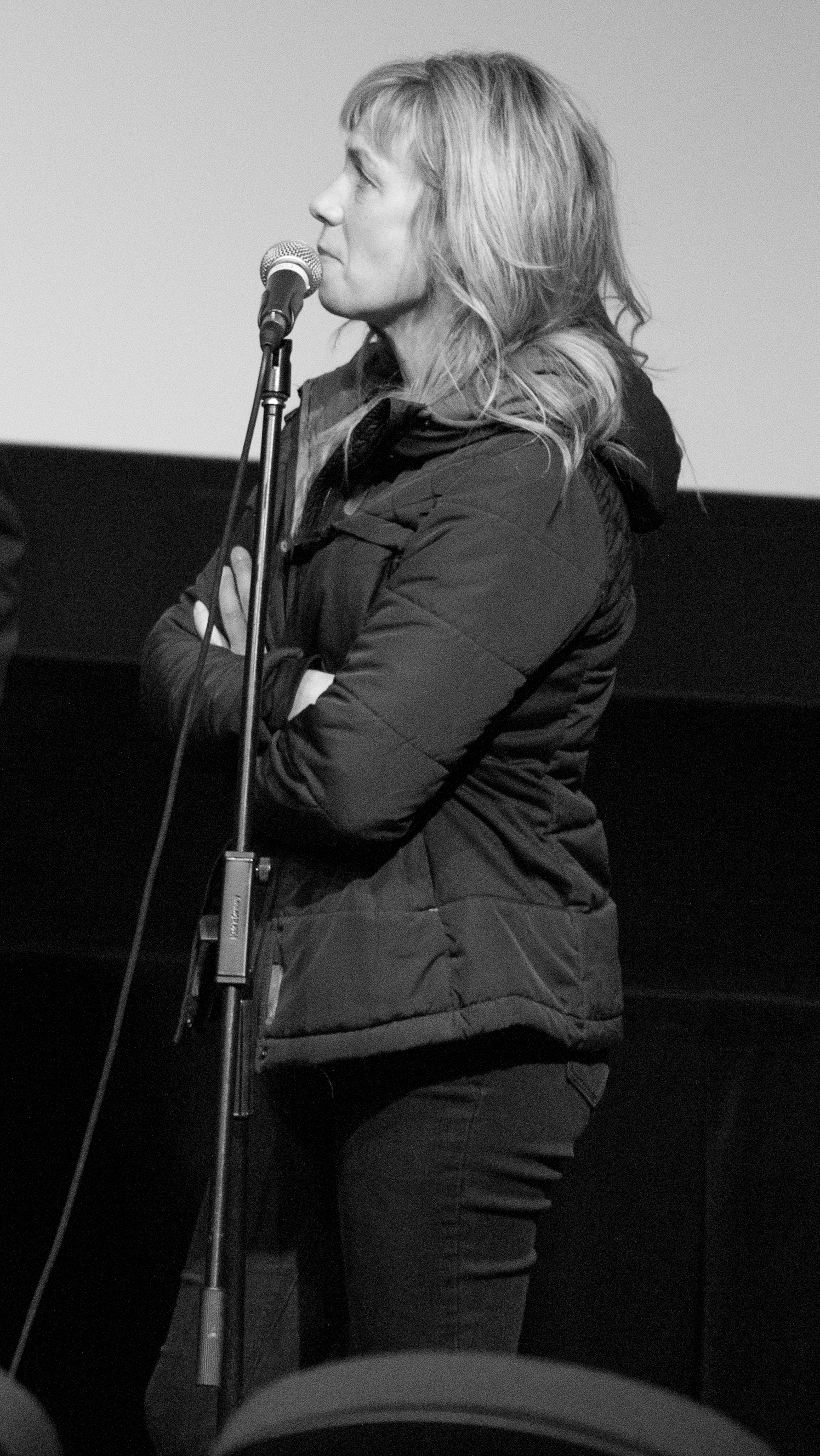
Céline Bonnier, 2018

Céline Bonnier (* 31. August 1965 in Lévis, Québec) ist eine kanadische Schauspielerin.

## Leben und Leistungen
Céline Bonnier wurde 1965 in einem Vorort der Stadt Québec geboren. Ihre Mutter heißt Raymonde und der Vater Irénée. Sie war das Jüngste von acht Kindern. Sie spricht Französisch und Englisch. Von 1982 bis 1984 wurde sie am Cégep ausgebildet um Musiklehrerin zu werden. Sie spielt Klavier, Flöte und Akkordeon. Von 1984 bis 1987 nahm sie Schauspielunterricht am Conservatoire d'Art Dramatique de Québec. Sie tritt häufig im Theater auf und ist Mitglied der Theatergruppe Momentum. Sie hat verschiedene kanadische Auszeichnungen für ihr Wirken erhalten. Mit der Theaterregisseurin Brigitte Haentjens arbeitete sie an den Stücken Je ne sais plus qui je suis (1997–1998), Die Hamletmaschine (Hamlet-machine) (2001–2002), La cloche de verre (2003–2004) und VIVRE (2006–2007).
Bonniers langjähriger Lebenspartner war der kanadische Schauspieler Roy Dupuis, mit dem sie auch manchmal zusammenarbeitete, z. B. im 2007 geplanten Film Truffe von Regisseur Kim Nguyen und dem für Anfang 2008 angekündigten Theaterstück Zerbombt (Blasted) von Sarah Kane. In der dramatischen Miniserie Der Mutter entrissen (Million Dollar Babies) (1994) mit Beau Bridges traten Bonnier und Dupuis erstmals gemeinsam auf und zwar als Eltern der Dionne-Fünflinge. Im Spionage-Thriller The Assignment – Der Auftrag (1997) von Christian Duguay unterrichtete sie in einer Szene den Charakter von Aidan Quinn in Liebesdingen. In der dramatischen Fernsehserie Nikita (1998) mit Peta Wilson war sie in einer Folge der zweiten Staffel als Agentin Andrea Kosov zu sehen, die eine romantische Beziehung zur männlichen Hauptfigur, gespielt von Dupuis, eingeht. Eine Nebenrolle spielte Bonnier im tragischen Liebesfilm Séraphin: un homme et son péché (2002) von Charles Binamé mit Karine Vanasse und Dupuis. In der dramatischen Miniserie The Last Chapter (2002), über die gewalttätigen Konflikte zwischen zwei rivalisierenden Motorradbanden, fällt ihr Charakter einem Anschlag zum Opfer, den ihr Geliebter, gespielt von Dupuis, zu rächen versucht. In Die andere Seite des Mondes (2003) ist sie in einer Szene als Exfreundin der Hauptfigur zu sehen. Eine weitere Nebenrolle erweckte sie im Filmdrama Human Trafficking – Menschenhandel (2005) von Christian Duguay zum Leben, worin sie Teil eines weltweiten Menschenhändlerringes ist, dem Mira Sorvino und Donald Sutherland auf der Spur sind. In der Filmkomödie Les États-Unis d'Albert (2005) lebt ihr Charakter mit ihrem Mann in der Wüste, wo sie unter anderem von Dupuis Besuch erhalten. In A Sunday in Kigali (2006), einer tragischen Liebesgeschichte inmitten des Völkermords in Ruanda, verkörperte sie in einigen Szenen eine Ärztin.
Im Filmdrama Monica la mitraille (2004) ist Bonnier in der Titelrolle zu sehen und stellte eine Québecer Bankräuberin aus den 1960er Jahren dar. Eine weitere Hauptrolle hatte sie  an der Seite von Geneviève Bujold in Délivrez-moi (2006), worin sie nach Verbüßung einer Gefängnisstrafe den Weg zurück ins Leben und ins Herz ihrer Tochter sucht. Für ihre schauspielerische Leistung in diesem Filmdrama erhielt sie 2007 den Prix Jutra als beste Hauptdarstellerin. Im tragikomischen Film Le Secret de ma mère (2006), worin sie anlässlich der Beerdigung ihres Vaters Familiengeheimnisse aufdeckt, verkörperte sie ebenfalls die Hauptperson. In ihren Filmen stellt Bonnier oft Rollen von Frauen dar, die sich trotz tragischer Schicksalsschläge zu behaupten wissen.

## Filmografie
- 1992: Tectonic Plates
- 1994: Wind from Wyoming (Le Vent du Wyoming)
- 1994: Der Mutter entrissen (Million Dollar Babies)
- 1995: Le Sphinx
- 1996: Caboose
- 1997: Le Masque (Fernsehserie, 4 Folgen)
- 1997: Begierde – The Hunger (The Hunger, Fernsehserie, Folge 1x03)
- 1997: The Assignment – Der Auftrag (The Assignment)
- 1998: Une voix en or (Miniserie)
- 1998: Nikita (La Femme Nikita, Fernsehserie, Folge 2x18)
- 2000: Tag (Fernsehserie)
- 2000: Les Muses orphelines
- 2001: Le Ciel sur la tête
- 2002: Tag – Épilogue (Fernsehserie)
- 2002: The Last Chapter (Le Dernier chapitre: La Suite, Miniserie)
- 2002: Random Passage (Miniserie)
- 2002: The Last Chapter II: The War Continues (Le Dernier chapitre: La Suite, Miniserie)
- 2002: Tag II (Fernsehserie)
- 2002: Séraphin: un homme et son péché
- 2003: Die andere Seite des Mondes (La face cachée de la lune)
- 2004: The Last Tunnel (Le dernier tunnel)
- 2004: Machine Gun Molly (Monica la mitraille)
- 2005: L’Héritière de grande ourse (Miniserie)
- 2005: Les États-Unis d’Albert
- 2005: Human Trafficking – Menschenhandel (Human Trafficking, Miniserie)
- 2006: A Sunday in Kigali (Un dimanche à Kigali)
- 2006: Délivrez-moi
- 2006: Le Secret de ma mère
- 2008: Truffe
- 2008: Mama ist beim Friseur (Maman est chez le coiffeur, Fernsehfilm)
- 2009: Je me souviens
- 2011: Coteau Rouge
- 2011: French Kiss
- seit 2012: Unité 9 (Fernsehserie)
- 2014: Love Project
- 2015: Every Thing Will Be Fine
- 2015: La Passion D'Augustine
- 2015: The Forbidden Room
- 2021: L’Arracheuse de temps

## Auszeichnungen (Auswahl)
- 2001: Nominierung für einen Genie Award als beste Nebendarstellerin für Les Muses orphelines.
- 2002: Prix Gémeaux als beste Nebendarstellerin in einer Serie oder einem Drama für Le Dernier chapitre.
- 2002: Quebec Association of Theatre Critics special award (Spezialpreis von Theaterkritikern in Québec) für ihre Leistungen im Theater.
- 2005: Prix Reconnaissance (Theaterpreis in Ontario) für La cloche verre, Dors mon petit enfant und Les Aveugles.
- 2005: Nominierung für einen Genie Award als beste Nebendarstellerin für Monica la mitraille.
- 2005: Nominierungen für den Prix Jutra als beste Nebendarstellerin für The Last Tunnel (Le dernier tunnel) und als beste Hauptdarstellerin für Monica la mitraille.
- 2007: Prix Jutra als beste Hauptdarstellerin für Délivrez-moi.